# خوشه‌چینی

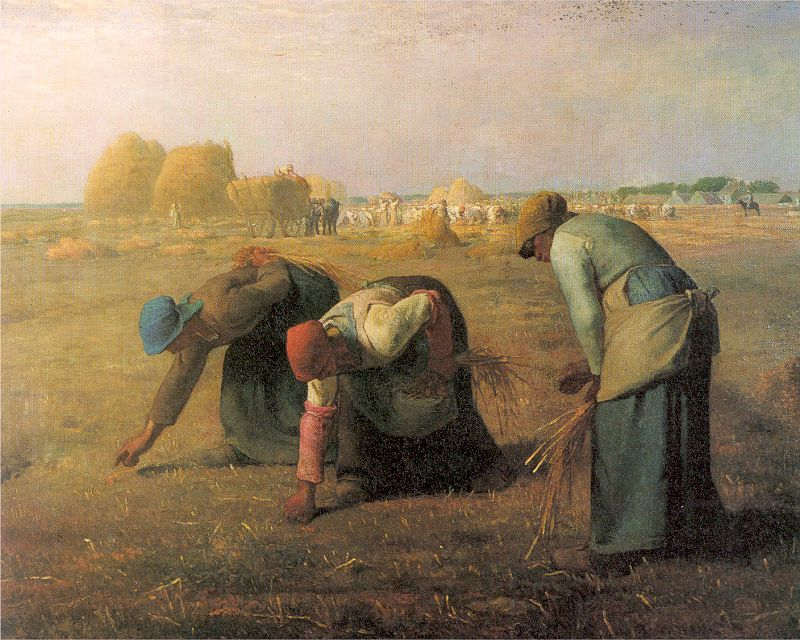
خوشه‌چینان، اثر ژان‌فرانسوا میله

خوشه‌چینی گردآوری محصول جامانده و پراکنده در کشتزار، پس از برداشت محصول اصلی است. خوشه‌چین آن است که پس از درو کردن کشتزار جو و گندم و جمع‌آوری حاصل، تک خوشه‌هایی که در آنجا مانده برای خویشتن جمع می‌کند. گاه در نوشته‌های ادبی خوشه‌چین کسی است که از حاصل کار یا دانش یا هنر یا خرمن کسی اندکی برگیرد، که از هر جا برای خود چیزی اندوخته کند.

## کاربرد در ادبیات پارسی
واژه‌های خوشه چین و خوشه چینی به ادبیات پارسی راه یافته‌اند. همچون این بیت از حافظ:
| ثوابت باشد ای دارای خرمن |  | اگر رحمی کنی بر خوشه چینی |

نیز در آغاز شعری امروزی از کریم فکور:
| من که فرزند این سرزمینم |  | در پی توشه‌ای خوشه چینم  |
| شادم از پیشهٔ خوشه چینی  |  | رمز شادی بخوان از جبینم |

در رمان سووشون اثر سیمین دانشور آمده است:
زری به کنار مزرعه آخری می‌رسد. مردها هنوز در حال درو کردن هستند و زن‌های خوشه چین، به قطار کنار مزرعه نشسته‌اند و سرشان به طرف مزرعه است. همه‌شان چارقد سیاه بر سر دارند. می‌دانند که یوسف همیشه به مردها می‌گوید: «شلخته درو کنید تا چیزی گیر خوشه‌چین‌ها بیاید» و به همین جهت است که زن‌های خوشه‌چین دو تا جوال با خود می‌آورند.